# Board of Control for Cricket in India
Das Board of Control for Cricket in India (BCCI; Hindi भारतीय क्रिकेट नियंत्रण बोर्ड) ist der nationale Dachverband für Cricket in Indien. Der im Jahr 1928 gegründete Verband hat sein Hauptquartier im Wankhede Stadium in Mumbai. Seit 1926 vertritt er Indien beim Weltverband International Cricket Council (ICC) als Vollmitglied und seit 1983 beim Kontinentalverband Asian Cricket Council (ACC).

## Geschichte

### Die Gründung
Am 31. Mai 1926 wurde der indische Verband, zusammen mit seinen neuseeländischen und westindischen Äquivalenten, Vollmitglied der Imperial Cricket Conference (heute International Cricket Council, ICC), die zuvor nur aus dem Marylebone Cricket Club (MCC) und Vertretern aus Australien sowie Südafrika bestanden hatte. Der Zusammenkunft in London wohnten Vertreter des Calcutta Cricket Club bei, womit deutlich wurde, dass Indien einen nationalen Vertreter im Weltverband benötigte. Dazu entsandte der ICC ein Team um Arthur Gilligan nach Indien, der Versprach, Indien im ICC aufzunehmen, wenn dort ein einheitlicher Verband gegründet würde. Dies wurde im November 1927 in einem Treffen mit Delegierten aus mehreren Bundesstaaten beschlossen. Im Dezember 1927 wurde bei einem Meeting im Bombay Gymkhana in Bombay weiterhin beschlossen ein vorsorgliches Cricket Board für Indien zu gründen. Die endgültige Gründung erfolgte im Dezember 1928, als der BCCI mit sechs Mitgliederverbänden startete und Grant Govan als erster Präsident gewählt wurde. Dies ermöglichte die Gründung einer indischen Nationalmannschaft, die ihren ersten Test im Jahr 1932 in England bestritt.

### Aufbau des nationalen Crickets
Im Juli 1934 entschied der Verband mit der Ranji Trophy einen First-Class Cricket für Indien zu gründen, der in der folgenden Saison startete. Nach der Trennung zwischen Indien und Pakistan gründete der neue Staat Pakistan mit dem Pakistan Cricket Board seinen eigenen Verband. Zur Saison 1961/62 wurde der List-A-Wettbewerb Duleep Trophy durch den Verband gegründet. Nach dem Erfolg der Nationalmannschaft beim Cricket World Cup 1983 richtete der Verband die Weltmeisterschaft 1987 in Indien aus. Darauf folgte die Austragung des Cricket World Cup 1996 (zusammen mit Pakistan und Sri Lanka). Im Jahr 2006 wurde das Frauen- und Männer-Cricket unter dem Dach des BCCI vereinigt.

### Internationales Schwergewicht
Nachdem mit der Indian Cricket League eine Twenty20-Liga ohne die Zustimmung des BCCI etabliert wurde, deklarierte der Verband diese als Rebellenliga und gründete im Jahr 2007 mit der Indian Premier League seinen eigenen Wettbewerb. Die Liga erwies sich als sehr profitabel, und so gilt der Verband als reichster Cricket-Verband innerhalb des ICC. Dies ermöglichte dem Verband zusammen mit dem England and Wales Cricket Board und Cricket Australia (als „Big Three“ bezeichnet) im Weltverband ICC im Jahr 2014 ihre Bedingungen durchzusetzen. Dies wurde im Jahr 2017 wieder verworfen. In den Jahren war Indien abermals Gastgeber wichtiger Turniere wie des Cricket World Cup 2011 (zusammen mit Bangladesch und Sri Lanka), des Cricket World Cup 2023 (alleine), sowie der Champions Trophy 2006 und der World Twenty20 2016 mitsamt der Women’s World Twenty20 2016. Es ist geplant, dass Indien zusammen mit Sri Lanka den T20 World Cup 2026, die Champions Trophy 2029 (alleine) und den Cricket World Cup 2031 (zusammen mit Bangladesch) austragen wird.

## Aufgabe
Der Board of Control for Cricket in India stellt die Indien vertretenden Cricket-Nationalmannschaften, einschließlich der für die Männer, Frauen und Jugend, zusammen. Der Verband ist außerdem verantwortlich für die Durchführung von Test-, ODI- und T20I-Serien gegen andere Nationalmannschaften sowie die Organisation von Heimspielen und -turnieren. Neben der Aufstellung des Teams ist er verantwortlich für den Kartenverkauf, der Gewinnung von Sponsoren und der Vermarktung der Medienrechte.
Daneben organisiert der Verband das Kinder- und Jugend-Cricket in Indien. Wie andere Cricketnationen verfügt Indien über U-19-Nationalmannschaften für Jungen und Mädchen, die an den entsprechenden Weltmeisterschaften (Jungen und Mädchen) teilnehmen.
Der Verband organisiert auch den nationalen Spielbetrieb. So betreibt er mit der Indian Premier League für Männer und der Women’s Premier League kommerzielle Franchise-Ligen. Darüber hinaus organisiert er die traditionsreichen Ranji Trophy, Duleep Trophy, Deodhar Trophy und Vijay Hazare Trophy und den Irani Cup.

## Struktur
Der BCCI ist der Dachverband und beinhaltet als stimmberechtigte Vollmitglieder die Verbände der Bundesstaaten. Derzeit (Stand 2019) hat der Verband jeweils ein Vollmitglied aus den 29 indischen Bundesstaaten und dem Union Territory Delhi. Die Bundesstaaten Gujarat und Maharashtra stellen jeweils drei Vollmitglieder. Weiter gibt es Stimmrechte für Indian Railways, Indian Armed Forces und Indian Universities, die selbst eigene Cricket-Boards unterhalten. Bei der jährlichen Hauptversammlung bestimmen diese Vollmitglieder den Präsidenten und andere Offizielle des BCCI.